# IAR (automobil)
În anii de după cel de-al Doilea Război Mondial, uzinele IAR (Industria Aeronautică Română) din Brașov, cunoscute pentru producția de avioane, au inițiat un proiect ambițios de realizare a unor autoturisme românești. Între 1946 și 1948, au fost produse trei prototipuri: un coupe, o berlină și un break.
Aceste vehicule prezentau un design avansat pentru perioada respectivă, fiind comparabile cu modelele occidentale. Coupe-ul avea linii similare cu prototipul DKW F9 din 1939, în timp ce berlina amintea de combinația dintre Pobeda și Peugeot 203. Se presupune că aceste modele au fost construite pe șasiul Fiat 1100, dar echipate cu motoare dezvoltate la Brașov.
Autoturismele IAR au fost utilizate ca mașini de serviciu pentru fabrica de avioane, unele surse indicând că au fost folosite până în 1959, iar altele până în anii '70.